# Margaret Kropholler-Staal
Margaret Kropholler-Staal (27 de junio de 1891, Haarlem, Países Bajos - 15 de noviembre de 1966, Ámsterdam, Países Bajos)  fue la primera mujer holandesa en ejercer la arquitectura en los Países Bajos. 

## Primeros años
En su juventud se trasladó a Ámsterdam para estudiar y en esa misma ciudad comenzó con sólo 16 años como aprendiz en el estudio de arquitectura de su hermano, Alexander J. Kropholler, y el socio de éste, Jan Frederik Staal con quien se casaría más tarde.
En sus inicios se ocupó del diseño de mobiliario e interiores, y poco a poco fueron asignándole proyectos de mayor envergadura, llegando a diseñar edificios de viviendas.

## Trayectoria

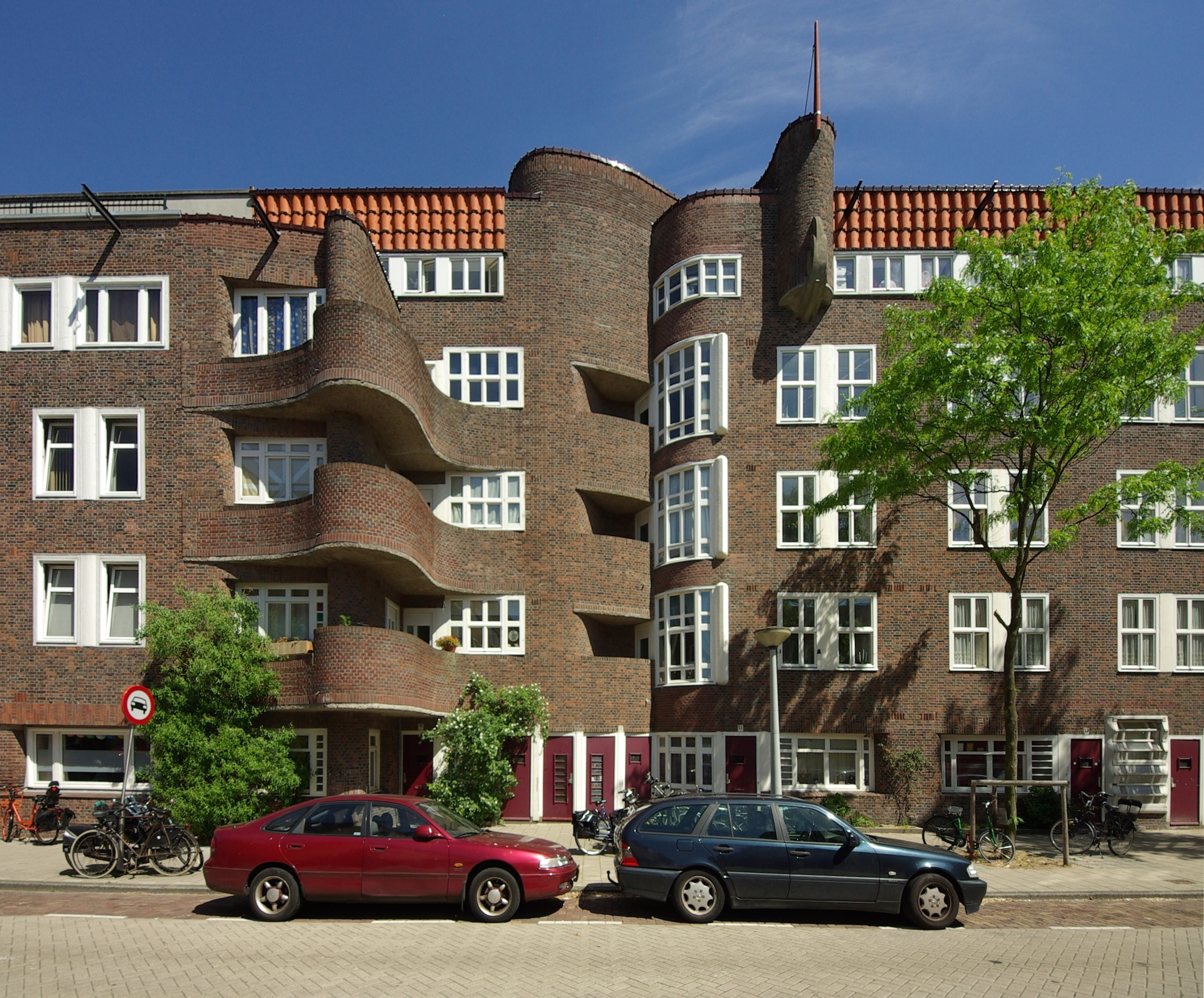
Amsterdam Woonhuis Holendrechtstraat 1-47

Su primer encargo independiente fue el diseño interior de La Casa 1913, un prototipo de vivienda ideal para la exposición De Vrouw 1813-1913 en Ámsterdam. Dos años más tarde, en 1915, trabajó para el Departamento de Urbanismo del Ayuntamiento de la ciudad y un año más tarde decidió iniciar su carrera en solitario como arquitecta, combinándola con la colaboración en el estudio de su marido, ya independizado de Alexander J. Kropholler.
En 1917 trabajó en el diseño de tres viviendas y un puente en el Parque Meerwijk, en Bergen. Las unidades de vivienda: una exenta (Villa Beukenhoek) y dos pareadas (Villa Meerhuis y Villa Meezennest), se destacan por su carácter expresionista en el uso de materiales tradicionales. También de estos años y de un estilo similar es la casa-estudio para el artista Richard Roland Holst en Zundert de 1918.
Durante la década de los 1920s, prosiguió con el estilo característico de la Escuela de Ámsterdam, donde destaca su diseño de fachada para el edificio de viviendas Holendrechtstraat (1921-22), dentro del Plan Sur de Ámsterdam. Margaret Kropholler era conocida por su destreza y gusto en el tratamiento de fachadas de ladrillo, e inicialmente su encargo se limitaba a la envolvente del edificio. Consiguió introducir en el proyecto una propuesta de mejora de la distribución de los apartamentos, más funcional, orientada a ganar mayor espacio de almacenaje y mejorar la gestión de las tareas del hogar. Solía presentar sus propuestas y daba charlas formativas en la Asociación Holandesa de Amas de Casa mostrando la importancia de un diseño racional de la vivienda para facilitar el trabajo en el hogar. También colaboró en la revista Wendingen.
A final de la década su estilo tuvo un acercamiento al Movimiento Moderno. Muestra de ello es el edificio residencial en la calle Orteliusstraat (1927) encargado a la arquitecta dentro del Plan Oeste de Ámsterdam. Durante los años 1930s estrechó la colaboración con su marido, y de esta época destaca el edificio de oficinas Beurs-World (1936-40) en Róterdam.
En la postguerra recibió numerosos encargos de interiorismo y rehabilitación. En 1959 le llegó su último gran encargo, el Edificio Louise Went en Ámsterdam, un edificio residencial con 171 pequeños apartamentos para mujeres solteras que se completó en 1963, tres años antes de su fallecimiento.

## Obras arquitectónicas relevantes

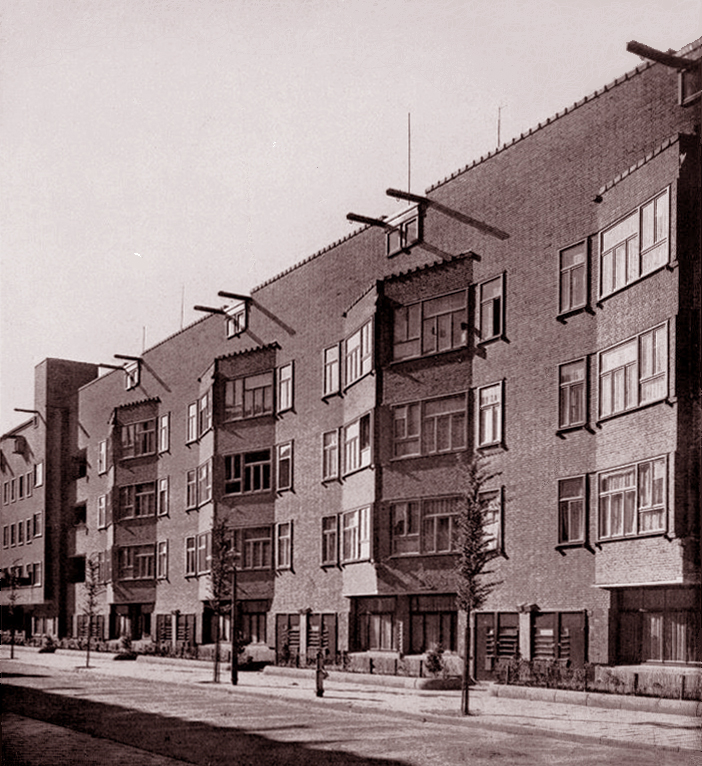
Edificio residencial en la calle Orteilusstraat, Ámsterdam

- La Casa 1913, prototipo de vivienda ideal para la exposición De Vrouw 1813-1913, Ámsterdam

- Villa Beukenhoek; Villa Meerhuis y Villa Meezennest, en el Parque Meerwijk, Bergen (1917)
- Puente, en el Parque Meerwijk, Bergen (1918)
- Casa-estudio, en Zundert (1918)
- Fachada para el edificio de viviendas Holendrechtstraat, Ámsterdam (1921-22)
- Edificio residencial en la calle Orteliusstraat, Ámsterdam (1927)
- Edificio de oficinas Beurs-World, Róterdam  (en coautoría con Alexander J. Kropholler 1936-40)
- Edificio Louise Went, Ámsterdam (1959)